# Maun Airport
Maun Airport är en flygplats i Botswana. Den ligger i den centrala delen av landet, 600 km norr om huvudstaden Gaborone. Maun Airport ligger 942 meter över havet.
Terrängen runt Maun Airport är mycket platt. Närmaste större samhälle är Maun, 1,9 km sydväst om Maun Airport.
Omgivningarna runt Maun Airport är huvudsakligen savann. Trakten runt Maun Airport är nära nog obefolkad, med mindre än två invånare per kvadratkilometer.